# Cerapachys sulcinodis
Cerapachys sulcinodis är en myrart som beskrevs av Carlo Emery 1889. Cerapachys sulcinodis ingår i släktet Cerapachys och familjen myror. Inga underarter finns listade i Catalogue of Life.